# Markus Brier
Markus Brier (* 5. Juli 1968 in Wien) ist ein österreichischer Profigolfer. Er spielte von 2000 bis 2012 auf der European Tour und spielt seit Juli 2018 auf der European Seniors Tour.

## Leben
Briers Vater Karl war als Lehrer an der Bundeshandelsakademie Wien 22 tätig, die Markus Brier später dort besuchte und absolvierte (1982–1987), seine Mutter war als Reiseleiterin zwischen Österreich und Italien unterwegs, bevor sie Kosmetikerin wurde.
Seine Eltern nahmen ihn und seine drei älteren Brüder schon früh (1976) auf den Golfplatz des GC Wien in der Freudenau mit, wo er von Ossi Gartenmaier unterrichtet wurde. In jenen Jahren war Golf noch eine Randsportart in Österreich.
Nach dem Besuch der Handelsakademie studierte Brier Betriebswirtschaft an der Wiener Wirtschaftsuniversität, schloss mit dem Magistertitel ab und wagte 1995 den Sprung ins Profigeschäft. Die ersten Jahre auf der Challenge Tour und der Tourschool waren zäh und ziemlich brotlos. Seine vierte Saison, 1999, hätte die letzte seiner Karriere sein können – stattdessen wurde es seine letzte auf der Challenge Tour. Mit vier Stockerlplätzen schaffte er Rang drei in der Jahresendwertung und erspielte erstmals eine Tourkarte für die European Tour.
Ein großer Erfolg gelang Brier 2004 beim prestigeträchtigen WGC-World Cup in Sevilla, als er mit seinem Partner Martin Wiegele einen 5. Platz für Österreich erreichen konnte. Nach dem 1. Tag waren die beiden sogar noch in Führung gelegen.
Bei den Austrian Open 2006 erwischte der Österreicher einen Traumstart, erzielte am ersten Tag auf Loch 11 ein Hole-in-one, gewann dafür ein Auto, und holte sich in souveräner Manier – nach jedem Turniertag in Führung gelegen – seinen ersten Titel auf der großen Tour. Am Ende der Saison 2006 erreichte Brier mit Platz 49 in der European Tour Order of Merit, sein bis dahin bestes Ergebnis. Auch seinen zweiten Titel, die Volvo China Open 2007 gewann er mit großem Vorsprung. Er beschloss jene Saison mit einem 32. Platz in der Geldrangliste (European Tour Order of Merit) und war damit bester deutschsprachiger Golfer.
Brier hat sich als Ziel gesetzt, ins europäische Ryder-Cup-Aufgebot zu kommen, welches der traditionelle Zweikampf Europa gegen die USA ist. Die Einberufung in die kontinentaleuropäische Auswahl bei der Seve Trophy 2007 war sein bisheriger Höhepunkt in jener Richtung. Mit drei von fünf möglichen Punkten gehörte Brier zu den Besten des Teilnehmerfeldes.
Ende 2012 verpasste er erstmals seit 13 Jahren die Qualifikation für die European Tour. Im November 2013 gab er seinen vorläufigen Rücktritt vom professionellen Turniergeschehen bekannt.
Im Juni 2014 wurde Brier vom ÖGV als neuer Players Coach präsentiert. Markus Brier ist seit 1998 verheiratet. Die beiden haben einen Sohn (* 1999) und eine Tochter (* 2006) und leben in Wien.

## European-Tour-Siege

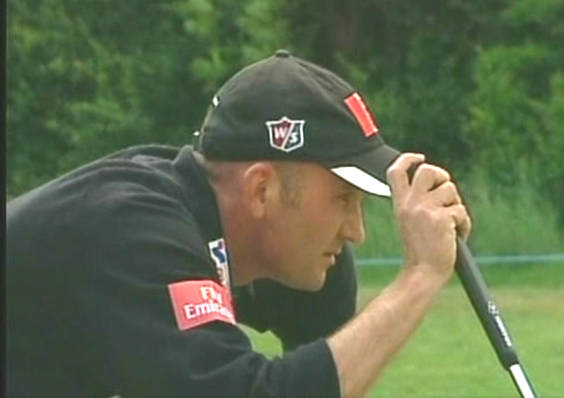
Brier beim Austrian Open 2006

- 2006 BA-CA Golf Open Presented by Telekom Austria
- 2007 Volvo China Open (European Tour und Asian Tour)

## Challenge-Tour-Siege
- 2002 Austrian Open
- 2004 Austrian Open

## Legends-Tour-Siege
- 2021 Farmfoods European Senior Masters

## Andere Turniersiege
Amateur
- 1994 Swiss Amateur Open Championship
- 1995 German Amateur Open Championship

Professional
- 2005 MAN NÖ Open (Alps Tour)
- 2013 Zurich Open (Showevent)

## Resultate bei Major Championships
| Turnier               | 2001 | 2002 | 2003 | 2004 | 2005 | 2006 | 2007 | 2008 | 2009 | 2010 | 2011 | 2012 | 2013 |
| --------------------- | ---- | ---- | ---- | ---- | ---- | ---- | ---- | ---- | ---- | ---- | ---- | ---- | ---- |
| The Masters           | DNP  | DNP  | DNP  | DNP  | DNP  | DNP  | DNP  | DNP  | DNP  | DNP  | DNP  | DNP  | DNP  |
| U.S. Open             | DNP  | DNP  | DNP  | DNP  | DNP  | DNP  | DNP  | DNP  | DNP  | DNP  | DNP  | DNP  | DNP  |
| The Open Championship | CUT  | DNP  | T46  | DNP  | DNP  | CUT  | T12  | DNP  | CUT  | DNP  | CUT  | DNP  | DNP  |
| PGA Championship      | DNP  | DNP  | DNP  | DNP  | DNP  | DNP  | CUT  | DNP  | DNP  | DNP  | DNP  | DNP  | DNP  |

DNP = nicht teilgenommen (engl. did not play)

WD = aufgegeben (engl. withdrew)

CUT = Cut nicht geschafft

„T“ geteilte Platzierung (engl. tie)

Grüner Hintergrund für Siege

Gelber Hintergrund für Top 10.

## Teilnahmen an Mannschaftsbewerben
Amateur
- Eisenhower Trophy (für Österreich): 1988, 1990, 1992, 1994

Professional
- World Cup (für Österreich): 2004, 2007
- Seve Trophy (für Kontinentaleuropa): 2007

## Einzelnachweis
1. ↑  Die Bühne des kleinen Prinzen. In: diepresse.com. 7. Juni 2007, abgerufen am 12. September 2021.

| Personendaten    | Personendaten                 |
| ---------------- | ----------------------------- |
| NAME             | Brier, Markus                 |
| KURZBESCHREIBUNG | österreichischer Golfsportler |
| GEBURTSDATUM     | 5. Juli 1968                  |
| GEBURTSORT       | Wien, Österreich              |